# Єфременко Галина Вікторівна
Галина Маняченко, у шлюбі Єфременко (Маняченко-Єфременко; *нар.. 23 грудня 1980 року в Києві, УРСР) — українська фігуристка, що виступала в одиночному і парному катанні. Триразова чемпіонка України в одиночному розряді, бронзова призерка чемпіонату світу серед юніорів (1994 рік) в парі з Євгеном Жигурським. Срібна призерка зимової Універсіади в Австрії 2005 року.

## Кар'єра

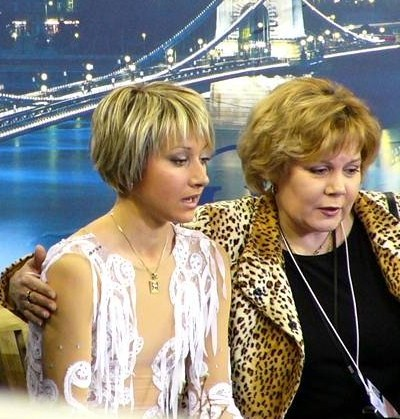
Зі своєю тренеркою Галиною Кухар

Галина Маняченко вийшла на міжнародний рівень у парному катанні. З Євгеном Жигурським вона завоювала бронзові медалі чемпіонату світу серед юніорів 1994 року. У 1995 році при виконанні на тренуванні паралельного обертання в либеле (camel spin) зазнала важкої травми — партнер порізав їй обличчя лезом ковзана. На лід повернулася через 1,5 року вже як одиночниця. На міжнародній арені дебютувала як одиночниця на зимовій Універсіаді у Словаччині.
Тричі ставала чемпіонкою України, двічі брала участь в Олімпійських іграх (2002 та 2006 року), вигравала такі міжнародні турніри, як «Nebelhorn Trophy», «Меморіал Ондрея Непели», «Меморіал Карла Шефера», була срібною призеркою зимової Універсіади 2005 року і призеркою інших змагань. Найвищим її досягненням є 4-е місце на чемпіонаті Європи 2002 року.
Влітку 2005 року одружилася з українським п'ятиборцем Михайлом Єфременком та останній сезон змагалася під його прізвищем. Завершила любительську кар'єру у 2006 році. Переїхала до Латвії, де працює тренеркою з фігурного катання в клубі «Юрмальські ковзани». У 2007 році народила доньку Жасміну Єфременко.

## Спортивні досягнення

### Результати в одиночному катанні
| Змагання                                     | 1996—97 | 1997—98 | 1998—99 | 1999—00 | 2000—01 | 2001—02 | 2002—03 | 2003—04 | 2004—05 | 2005—06 |
| -------------------------------------------- | ------- | ------- | ------- | ------- | ------- | ------- | ------- | ------- | ------- | ------- |
| Зимові Олімпійські ігри                      |         |         |         |         |         | 12      |         |         |         | 20      |
| Чемпіонати світу                             |         |         |         | 21      | 31      | 17      | 16      |         |         | 20      |
| Чемпіонати Європи                            |         |         |         | 15      | 8       | 4       | 6       | 13      | 6       |         |
| Чемпіонати світу серед юніорів               |         |         | WD      |         |         |         |         |         |         |         |
| Чемпіонати України                           |         | 3       | 4       | 1       |         | 1       | 2       | 1       |         |         |
| Trophée Eric Bompard                         |         |         |         |         |         |         |         |         |         | 8       |
| Cup of Russia                                |         |         |         |         |         | 8       | 7       | 3       | 6       |         |
| Skate America                                |         |         |         |         |         |         | 10      |         |         |         |
| Skate Canada International                   |         |         |         |         | 6       | 6       |         |         |         |         |
| NHK Trophy                                   |         |         |         |         |         | 5       |         |         |         |         |
| Зимові Універсіади                           |         |         | 7       |         |         |         |         |         | 2       |         |
| Золотой конёк Загреба                        |         |         |         |         |         |         |         |         | 2       |         |
| Мемориал Ондрея Непелы                       |         |         |         |         | 1       |         |         | 1       |         |         |
| Мемориал Карла Шефера                        |         |         |         |         |         |         | 1       |         |         |         |
| Nebelhorn Trophy                             |         |         |         |         | 1       | 5       |         |         |         |         |
| Crystal Skate of Romania                     |         |         |         |         |         |         |         |         |         | 1       |
| Skate Israel                                 |         |         |         | 5       |         |         |         |         |         |         |
| Czech Skate                                  |         |         |         | 7       |         |         |         |         |         |         |
| Skate Slovenia                               |         |         |         | 3       |         |         |         |         |         |         |
| Європейський юнацький олімпійський фестиваль | 9       |         |         |         |         |         |         |         |         |         |

WD = знялася зі змагань

### Результати у парному катанні
(з Є. Жигурським)
| Змагання                       | 1993—1994 |
| ------------------------------ | --------- |
| Чемпіонати світу серед юніорів | 3         |